# Día Mundial de la Creatividad y la Innovación
El Día Mundial de la Creatividad y la Innovación es una jornada que se celebra anualmente el 21 de abril desde 2018, establecida por la ONU, el 27 de abril de 2017.

## Proclamación
Fue proclamado por la Asamblea General de las Naciones Unidas el 27 de abril de 2017,con el fin de destacar la importancia de la creatividad y la innovación como pilares esenciales en la resolución de problemas socioeconómicos y el avance hacia el desarrollo sostenible. Esta iniciativa busca crear conciencia sobre la necesidad de integrar la creatividad en todas las facetas del desarrollo humano y fomentar entornos que promuevan la innovación a nivel global.

## Celebración
Tiene lugar cada 21 de abril desde 2018,con el objetivo de enfatizar la importancia de incorporar la creatividad y la innovación en las estrategias de desarrollo y bienestar. Este día anima a reflexionar sobre el papel que juegan en la resolución de desafíos globales, incluyendo los Objetivos de Desarrollo Sostenible (ODS), y promueve la adopción de una cultura de innovación que contribuya al crecimiento económico, desarrollo social y bienestar colectivo, erradicación de la pobreza y el hambre.

## Impacto y Desafíos
Este día no solo pone de relieve la relevancia de la economía creativa, que incluye sectores como los productos audiovisuales, el diseño, las artes escénicas, la edición de libros y las artes gráficas, sino que también busca impulsar políticas que apoyen ecosistemas creativos sostenibles. A pesar de los desafíos planteados por la pandemia, que afectaron significativamente al sector creativo, reduciendo su valor bruto y resultando en la pérdida de millones de empleos en 2020, la ONU sigue enfatizando la creatividad y la innovación como pilares para el desarrollo sostenible y el crecimiento económico global.